# Cava

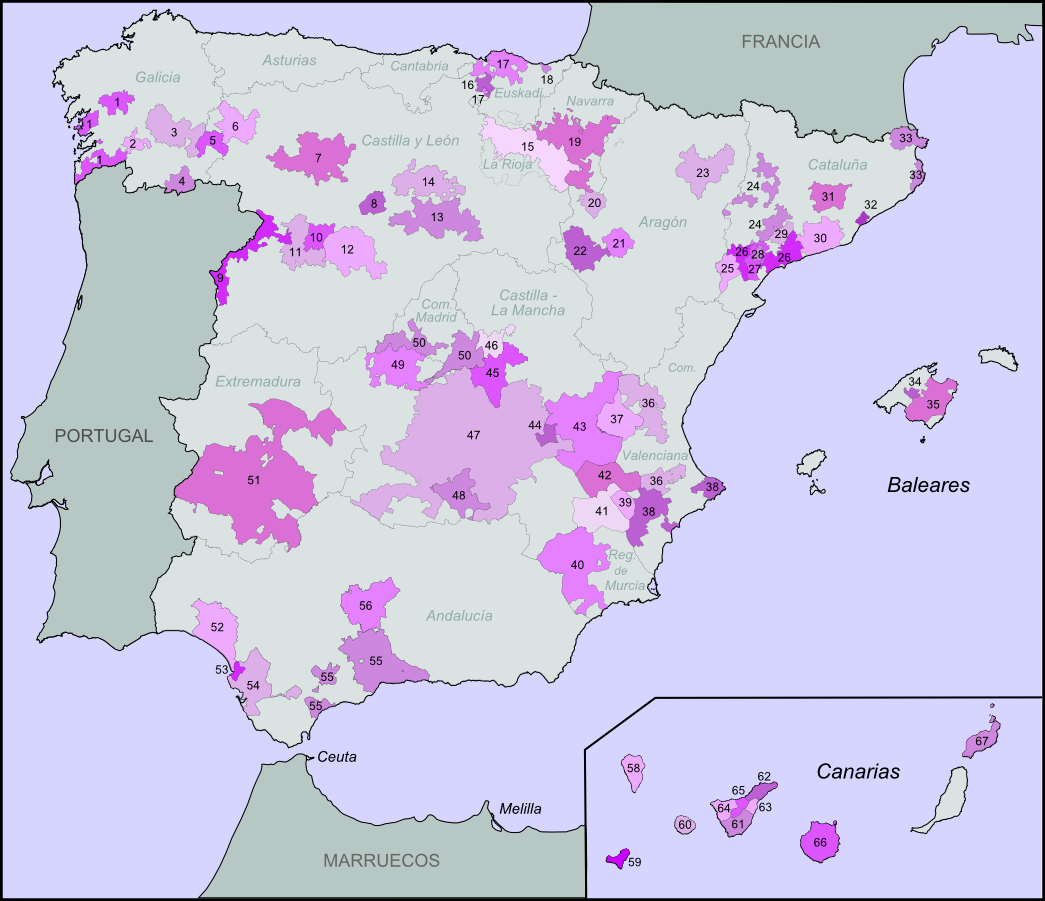
Cava ligt in het noordoosten van Spanje, zie Penedès DO (nummer30)

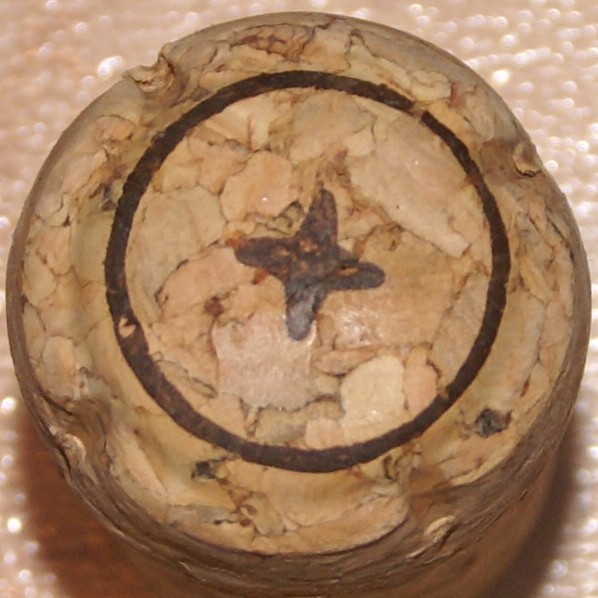
Een cava-kurk met vierpuntige ster

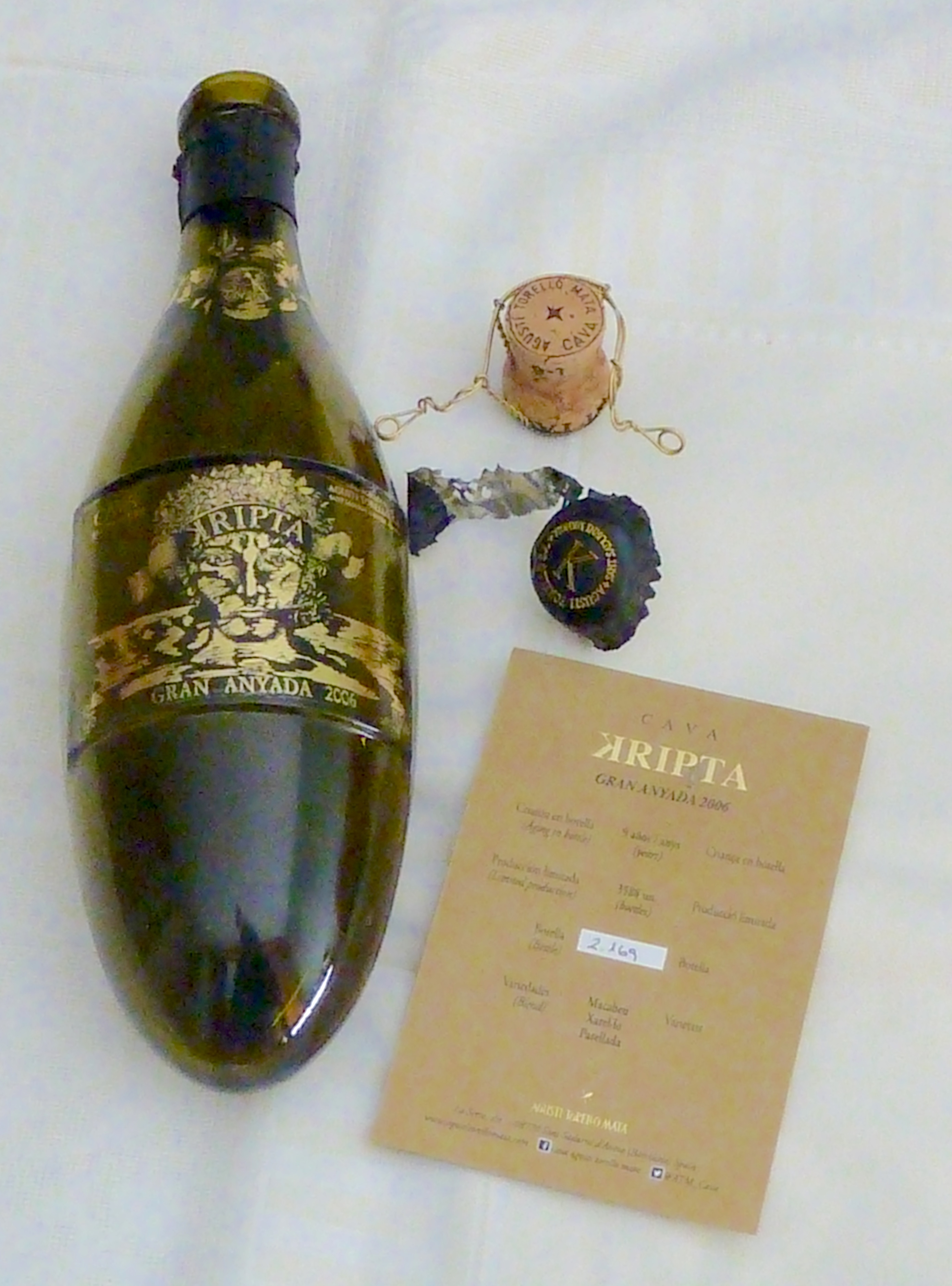
Kripta Cava uit Sant Sadurní d'Anoia

Cava is een Spaanse mousserende wijn, die vooral geproduceerd wordt in de Penedès, het wijngebied ten zuidwesten van Barcelona in Catalonië (Spanje). Ook in Aragon en de Rioja wordt op kleinere schaal cava gemaakt.

## Etymologie
De benaming "cava" komt van het Spaanse woord cava, dat kelder betekent, de gebruikelijke plaats waar wijnboeren hun pas geproduceerde wijn bewaarden of lieten rijpen. In 1970 zijn cava-producenten deze benaming algemeen beginnen gebruiken om zich te onderscheiden van de Champagne.
Hoewel cava weleens 'Spaanse champagne' genoemd wordt, is dit formeel onjuist omdat alleen wijn uit de Champagne-streek champagne genoemd mag worden. Een van de condities voor de toetreding van Spanje tot de Europese Unie was het verwijderen van alle termen die tot verwarring met de beschermde Franse champagne konden leiden.

## Spaanse mousserende wijn
Wijnen met de kwaliteitsaanduiding 'cava' bestaan traditioneel uit een mengsel van het sap van drie inheemse druivenrassen: macabeo (ca. 1/3), xarel·lo (ca. 1/3) en parellada (ca. 1/5), hoewel er ook andere rassen gebruikt mogen worden. Sedert 1981 wordt ook Chardonnay gebruikt en tegenwoordig bestaat 10 % van de totale cava-productie uit deze druivensoort. Ook pinot noir wordt, als blauwe druivenvariëteit, gebruikt om witte cava te maken. 
Volgens de methode van de tweede gisting van minstens negen maanden op de fles (método tradicional) krijgt de cava koolzuur. 
Een wet en een toezichthoudende commissie waken sinds november 1991 over de constante kwaliteit van cava. Echte cava is aan de vierpuntige ster onder op de kurk te herkennen. Daarnaast kan cava ook nog een denominació d'origen (oorsprongsbenaming) krijgen, als hij in een welomschreven streek gemaakt wordt.
Josep Raventós begon in 1872 met de productie van cava in zijn wijnmakerij Codorníu in Sant Sadurní d'Anoia. Tientallen wijnhuizen zijn tegenwoordig in deze gemeente gevestigd.

## Cava-typen
Cava is beschikbaar in de witte en de rosé variëteit.
Voor de productie van rosé cava worden vooral de blauwe druivensoorten garnacha (grenache), pinot noir, trepat en monastrell gebruikt. De cava moet dan echter gemaakt worden volgens de "saignée"-methode. Het sap van de blauwe druiven mag dus niet geblend worden met dat van witte druiven.
Cava wordt ingedeeld naar de zoetheid die afhangt van de hoeveelheid suiker in de wijn voor de tweede gisting. Van zeer droog naar zoet zijn er zeven categorieën:
- Brut nature: zonder toevoeging van suiker
- Extra brut: niet meer dan 6 gram suiker per liter
- Brut: 6 tot 15 gram per liter
- Extra seco: 12 tot 20 gram per liter
- Seco: 17 tot 35 gram per liter
- Semi-seco: 33 tot 50 gram per liter
- Dulce: meer dan 50 gram per liter.

Een andere indeling is naar de bewaarperiode. Cava moet minstens negen maanden in de kelder zijn bewaard. Voor de 'reserva' geldt een bewaarperiode van minimaal 15 maanden en voor de 'gran reserva' zelfs een minimum van 30 maanden. Gran reserva mag verder alleen worden gebruikt voor de minst zoete cava's, brut nature, extra brut en brut. Op het etiket van de gran reserva staat als enige ook het oogstjaar vermeld.

## Gebruik
Cava kan als aperitief gedronken worden. Als mengdrank is er Agua de Valencia populair: cava met versgeperst sinaasappelsap of een mix van cava met citroenijs als spoom.

## Cijfers
In 2020 waren in de aangewezen regio voor cavawijn 38.151 hectaren met druiven beplant. Hiervan was iets meer dan een kwart beplant met macabeo, een kwart met xarel-lo en een vijfde met parellada. De chardonnay-druif had in 2020 een aandeel van 7-8% van het totale areaal. Het aantal producenten van cava daalt, in 2010 waren er nog 256 producten en dit is gedaald naar 209 in 2020.
In 2020 werden er zo’n 215 miljoen flessen cava verscheept, wat een forse daling was ten opzichte van 2019 met als reden de beperkingen als gevolg van de coronapandemie. Van deze flessen wordt iets meer dan twee derde buiten Spanje gedronken. De consumptie in Spanje is redelijk constant waardoor het aandeel van de export toeneemt. De belangrijkste exportmarkten zijn Duitsland, het Verenigd Koninkrijk, België en de Verenigde Staten. België staat op de derde plaats met ongeveer 20 miljoen flessen en Nederland stond op de zesde plaats met zes miljoen flessen. In 2022 was de totale verkoop van cava weer hersteld naar 250 miljoen flessen.
De traditionele cava maakt 88% uit van de verkopen en het aandeel van de gran reserva is minder dan 2%.
| Jaar | Totaal  | Spanje | Buitenland |
| ---- | ------- | ------ | ---------- |
| 1900 | 200     |        |            |
| 1940 | 2.400   |        |            |
| 1980 | 82.048  | 72.000 | 10.048     |
| 2000 | 196.751 | 99.732 | 97.019     |
| 2005 | 222.402 | 93.501 | 128.901    |
| 2010 | 244.801 | 95.641 | 149.160    |
| 2015 | 244.123 | 86.876 | 157.247    |
| 2020 | 215.567 | 63.364 | 152.203    |